# Monique Elvinger
Monique Anne Louise Elvinger-Goerens (Gent, 19 november 1923 – Luxemburg-Stad, 12 februari 2015) was een Belgisch-Luxemburgs kunstschilder.

## Leven en werk
Goerens werd geboren in België. Ze studeerde er aan de Koninklijke Academie voor Schone Kunsten van Brussel en het Institut supérieur des arts décoratifs in de abdij Ter Kameren en werkte op het atelier van Charles Counhaye. Ze verhuisde naar Luxemburg, waar ze in 1950 trouwde met François Elvinger. Een jaar later werd ze genaturaliseerd tot Luxemburgse.
Elvinger-Goerens schilderde aanvankelijk figuratief, later harmonieuze non-figuratieve, geometrische olieverfschilderijen. Voor haar huwelijk had de schilderes al een aantal solotentoonstellingen in Brussel (1948, 1949). In Luxemburg sloot zich in 1951 aan bij de kunstenaarsvereniging Cercle Artistique de Luxembourg, waar ze ook deelnam aan de jaarlijkse salons. Ze exposeerde daarnaast in binnen- en buitenland en had in 1987 nog een soloexpositie bij Galerie Simoncini in Luxemburg-Stad.
Monique Elvinger overleed op 91-jarige leeftijd.
- Musée national d'archéologie, d'histoire et d'art: lkl004196